# Caramba
El caramba es una danza nativa argentina. Esta posee una considerable influencia afroargentina, según comprobó Juan Álvarez, mediante el principio comparativo melorítmico de la escuela de Berlín. Además es considerado un baile ecuatoriano, que se basa más en la Costa de Ecuador.

## Clasificación
Danza de galanteo de parejas sueltas e independientes de movimientos vivos, se baila con castañetas y paso básico. Se baila en la 1º colocación.

## Coreografía
- 1 y 2. Giro y contragiro (8c).
- 3. Media vuelta (4c).
- 4 y 5. Giro y contragiro (8c).
- 6. Giro (4c).
- 7. Media vuelta (4c).
- 8. Giro (4c).
- 9. Media vuelta y giro final (6c).

## Segunda
La segunda es similar a la primera, los bailarines comienzan en los lugares opuestos.